# Шалфей равный
Шалфей равный (лат. Salvia compar) — многолетнее растение, вид рода Шалфей (Salvia) семейства Яснотковые (Lamiaceae).

## Распространение и экология
Встречается в Грузии. Эндемик.
По каменистым склонам и на скалах по берегам рек.

## Ботаническое описание
Растение высотой 20—45 см.
Стебель прямой или восходящий, простой редко мало ветвистый, длиннее соцветия, реже равен ему, по всей длине опушённый.
Прикорневых листьев нет. Нижние стеблевые листья эллиптические, длиной 3—7,5 см, шириной 1,5—4 см, тупые или островатые, при основании сердцевидные или округлые, по краю мелко и часто городчатые, сильно морщинистые, сверху голые, снизу сероватые от густого опушения, с черешками короче пластинке, реже равной ей; средние стеблевые мельче, коротко черешковые; прицветные — плёнчатые, яйцевидные, длинно заострённые, сидячие, стеблеобъемлющие, сверху голые, снизу коротко и прижато опушённые.
Соцветие простое или при основании с одной, реже с двумя парами коротких тонких ветвей с 6—10 ложными 2—6-цветковыми мутовками; чашечка длиной 10—11 мм; венчик лазоревый или фиолетовый, длиной 2—2,5 см, верхняя губа серповидная, нижняя — с широко обратнояйцевидной средней и двумя торчащими эллиптическими боковыми.
Орешки трёхгранные, эллипсоидальные, длиной 3 мм, бурые.

## Классификация

### Таксономия
Вид Шалфей равный входит в род Шалфей (Salvia) подсемейства Котовниковые (Nepetoideae) семейства Яснотковые (Lamiaceae) порядка Ясноткоцветные (Lamiales).
|  |                                      |  |                                                             |                                                             |                      |  | ещё 21 семейство (согласно Системе APG II) | ещё 21 семейство (согласно Системе APG II)  |                                             |  |  |  | ещё 110—130 родов | ещё 110—130 родов |  |  |
|  |                                      |  |                                                             |                                                             |                      |  | ещё 21 семейство (согласно Системе APG II) | ещё 21 семейство (согласно Системе APG II)  |                                             |  |  |  | ещё 110—130 родов | ещё 110—130 родов |  |  |
|  |                                      |  |                                                             | порядок Ясноткоцветные                                      |                      |  |                                            |                                             | подсемейство Котовниковые                   |  |  |  |                   | вид Шалфей равный |  |  |
|  |                                      |  |                                                             | порядок Ясноткоцветные                                      |                      |  |                                            |                                             | подсемейство Котовниковые                   |  |  |  |                   | вид Шалфей равный |  |  |
|  | отдел Цветковые, или Покрытосеменные |  |                                                             |                                                             | семейство Яснотковые |  |                                            |                                             | род Шалфей                                  |  |  |  |                   |                   |  |  |
|  | отдел Цветковые, или Покрытосеменные |  |                                                             |                                                             |                      |  |                                            |                                             |                                             |  |  |  |                   |                   |  |  |
|  |                                      |  | ещё 44 порядка цветковых растений (согласно Системе APG II) | ещё 44 порядка цветковых растений (согласно Системе APG II) |                      |  |                                            | ещё 7 подсемейств (согласно Системе APG II) | ещё 7 подсемейств (согласно Системе APG II) |  |  |  | ещё 700—900 видов |                   |  |  |
|  |                                      |  |                                                             | ещё 44 порядка цветковых растений (согласно Системе APG II) |                      |  |                                            |                                             | ещё 7 подсемейств (согласно Системе APG II) |  |  |  |                   |                   |  |  |